# Sant Llorenç des Cardassar
Sant Llorenç des Cardassar är en kommun i Spanien. Den ligger i den autonoma regionen Balearerna i östra delen av landet. Antalet invånare är 9 331 (2024). Sant Llorenç des Cardassar ligger på ön Mallorca.